# Manuel José Vieira
Manuel José Azevedo Vieira, meglio noto come Manuel José (Vila Nova de Gaia, 11 novembre 1980), è un ex calciatore portoghese, di ruolo centrocampista.

## Carriera

### Club
Ha giocato nella massima serie dei campionati portoghese e rumeno.

## Palmarès

### Club

#### Competizioni nazionali
- Coppa di Portogallo: 1

Vitória Setúbal: 2004-2005
- Campionato rumeno: 1

CFR Cluj: 2007-2008
- Coppa di Romania: 2

CFR Cluj: 2007-2008, 2008-2009